# Usteriky
Usteriky (ukrainisch Устеріки; russisch Устерики Usteriki, polnisch Uścieryki) ist ein Dorf am Zusammenfluss des Bilyj Tscheremosch („Weißer Tscheremosch“) und des Tschornyj Tscheremosch („Schwarzer Tscheremosch“) zum Tscheremosch im Südosten der ukrainischen Oblast Iwano-Frankiwsk mit etwa 700 Einwohnern (2001).

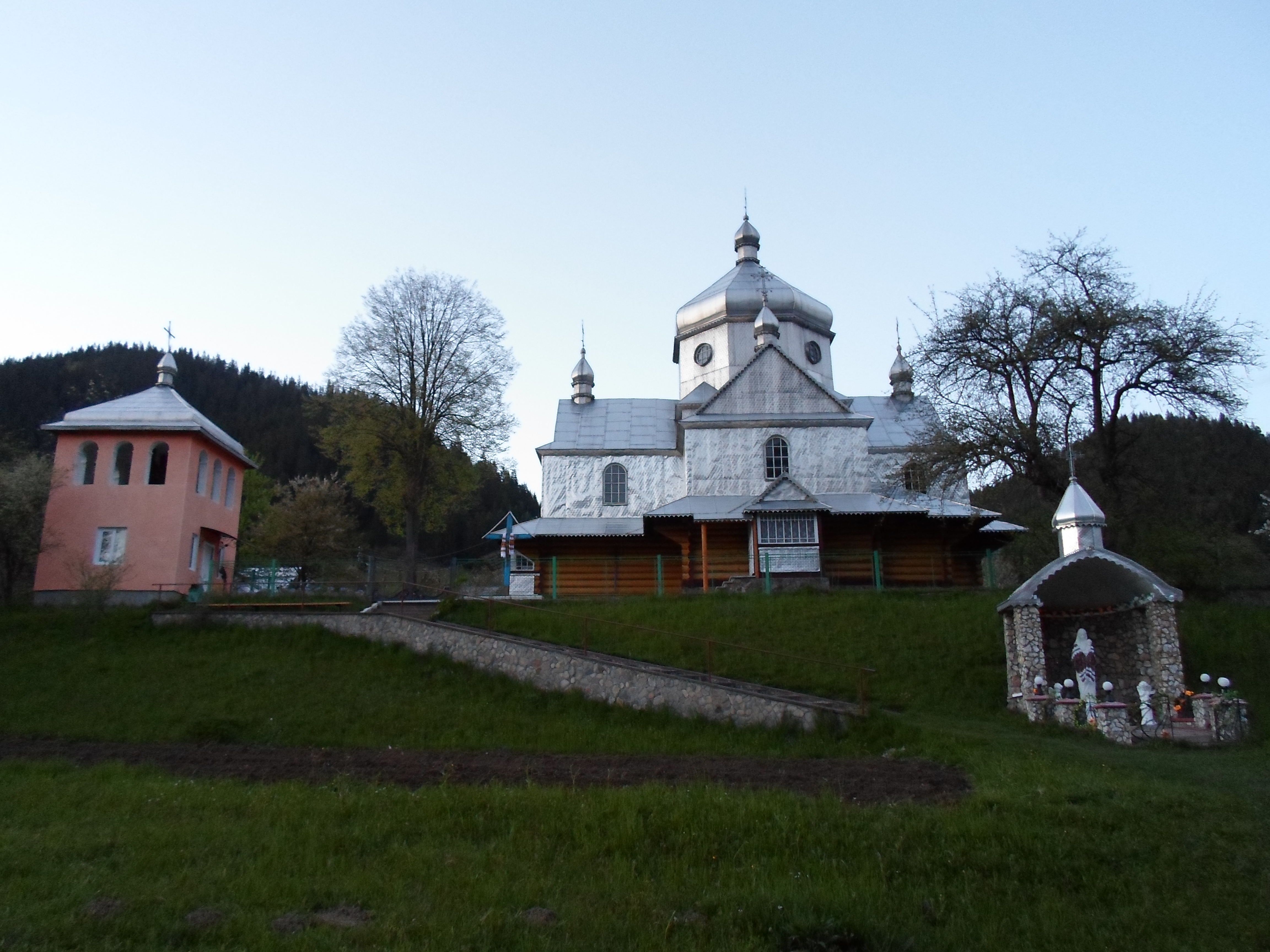
Orthodoxe Christi-Himmelfahrt-Kirche in Usteriky

## Geografische Lage
Sie liegt auf einer Höhe von 533 m am linken Ufer des Tscheremosch, der die Grenze zwischen der historischen Landschaft Pokutien, dem südöstlichen Zipfel von Galizien, und der am rechten Ufer angrenzenden Region Bukowina sowie zwischen den heutigen Oblasten Iwano-Frankiwsk und Tscherniwzi bildet.
Usteriky befindet sich etwa 10 km südwestlich vom Gemeindezentrum Biloberiska, etwa 15 km südöstlich vom Rajonzentrum Werchowyna und etwa 120 km südlich vom Oblastzentrum Iwano-Frankiwsk. Durch das Dorf verläuft die Regionalstraße P–62.
Am 2. Oktober 2015 wurde das Dorf ein Teil der neu gegründeten Landgemeinde Biloberiska im Rajon Werchowyna, bis dahin bildete es die gleichnamige Landratsgemeinde Usteriky (Устеріківська сільська рада/Usterikiwska silska rada) im Nordosten des Rajons.

## Geschichte
Das in der ersten Hälfte des 17. Jahrhunderts gegründete Dorf lag zunächst in der Polnisch-Litauischen Woiwodschaft Ruthenien und kam im Rahmen der ersten Teilung Polens 1772 an das Kronland Königreich Galizien und Lodomerien des österreichischen Haus Habsburg und wurde 1804 Bestandteil des Kaisertums Österreich. Nach dem Österreichisch-Ungarischen Ausgleich lag das Dorf ab 1867 im Bezirk Kosów Österreich-Ungarns.
Nach dem Ersten Weltkrieg und dem Zerfall Österreich-Ungarns kam die Ortschaft zunächst an die Westukrainische Volksrepublik, wurde jedoch nach dem folgenden Polnisch-Ukrainischen und Polnisch-Sowjetischen Krieg Bestandteil der Woiwodschaft Stanisławów, Powiat Kosów  innerhalb der Zweiten Polnischen Republik. Im September 1939 wurde die Ortschaft, wie ganz Ostpolen, gemäß dem Geheimen Zusatzprotokoll des Hitler-Stalin-Pakts zwischen der Sowjetunion und Deutschland, von der Sowjetunion besetzt. Nach dem deutschen Überfall auf die Sowjetunion war die Ortschaft während des Deutsch-Sowjetischen Krieges von Deutschland okkupiert und in den Distrikt Galizien des Generalgouvernements eingegliedert. Nach dem Zweiten Weltkrieg kam das Dorf erneut an die Sowjetunion, die es der Ukrainischen SSR anschloss. Mit dem Zerfall der Sowjetunion 1991 wurde das Dorf schließlich Teil der unabhängigen Ukraine.